# Bajnokcsapatok Európa-kupája
A bajnokcsapatok Európa-kupája (hivatalos nevén European Champion Clubs' Cup) vagy röviden Európa kupa a mostani bajnokok ligája elődje, melyet először 1955-ben rendeztek meg. A kupát 1992-ig hívták így, azután nevezték át mai nevére. A kupa neve megegyezik a torna nevével (francia fordításban), ám sokszor hibásan Bajnokok Ligája trófeának is nevezik. A tornán elsősorban Európa bajnokcsapatai vehettek rész, de volt rá példa, mikor egy országból több csapat is részt vett.
Amennyiben egy csapat egymást követő 3 évben, illetve 5-ször (nem fontos egymás után) megnyeri a tornát, akkor örökre megkapja a kupát, valamint egy UEFA-becsületjelvényt, és jövőre egy új trófeát készítenek.

## A kupa
A győztes csapat 10 hónapig tarthatja meg az eredeti kupát, ezután kaphatnak egy másolatot, amelynek kritériuma, hogy az eredeti trófea méretének maximum a 80% lehet.
Az eredeti Európa Kupát 1967 márciusában odaítélte a francia L'Équipe sportújság a Real Madridnak, akik akkor 6 kupagyőzelemmel büszkélkedhettek.
A következő trófeát Jörg Stadelmann svájci ékszerész készítette el 10 000 svájci frankért. A kupa tiszta ezüst volt, 74 centiméter magas, valamint 8 kg. Ezt követően ezt a kupát „gyártották”, ha a fenti feltételt követően egy csapat újra örökre elnyerte. Spanyolul gúnynévként a La Orejona (nagy-fülek) elnevezést kapta a trófea, Luis Omar Tapia, az ESPN egyik tudósítója nevezte így. Ezáltal Amerikában így híresült el a kupa.

### Címvédő-logó
Ezt a „kitüntetést” a következő szezonban a győztes csapat játékosai viselik a mezükön.[forrás?]

## Döntők
Az 1992–1993-as szezontól új formában, UEFA-bajnokok ligája néven írják ki a sorozatot.
| 1992. május 20. |

| Barcelona | 1–0 (h. u.) | Sampdoria |
| --------- | ----------- | --------- |
|           |             |           |

| Wembley Stadion, London |

| 1991. május 29. |

| Crvena zvezda | 0–0 (h. u.) | Olympique Marseille |
| ------------- | ----------- | ------------------- |
|               |             |                     |
| Büntetőpárbaj |             |                     |
|               | 5–3         |                     |

| San Nicola Stadion, Bari |

| 1990. május 23. |

| AC Milan | 1–0 | Benfica |
| -------- | --- | ------- |
|          |     |         |

| Práter Stadion, Bécs |

| 1989. május 24. |

| AC Milan | 4–0 | Steaua București |
| -------- | --- | ---------------- |
|          |     |                  |

| Camp Nou, Barcelona |

| 1988. május 25. |

| PSV Eindhoven | 0–0 (h. u.) | Benfica |
| ------------- | ----------- | ------- |
|               |             |         |
| Büntetőpárbaj |             |         |
|               | 6–5         |         |

| Neckarstadion, Stuttgart |

| 1987. május 27. |

| Porto | 2–1 | Bayern München |
| ----- | --- | -------------- |
|       |     |                |

| Práter stadion, Bécs |

| 1986. május 7. |

| Steaua București | 0–0 (h. u.) | Barcelona |
| ---------------- | ----------- | --------- |
|                  |             |           |
| Büntetőpárbaj    |             |           |
|                  | 2–0         |           |

| Estadio Ramón Sánchez-Pizjuán, Sevilla |

| 1985. május 29. |

| Juventus | 1–0 | Liverpool |
| -------- | --- | --------- |
|          |     |           |

| Heysel Stadion, Brüsszel |

| 1984. május 30. |

| Liverpool     | 1–1 (h. u.) | AS Roma |
| ------------- | ----------- | ------- |
|               |             |         |
| Büntetőpárbaj |             |         |
|               | 4–2         |         |

| Olimpiai Stadion, Róma |

| 1983. május 25. |

| Hamburger SV | 1–0 | Juventus |
| ------------ | --- | -------- |
|              |     |          |

| Olimpiai Stadion, Athén |

| 1982. május 26. |

| Aston Villa | 1–0 | Bayern München |
| ----------- | --- | -------------- |
|             |     |                |

| Feijenoord Stadion, Rotterdam |

| 1981. május 27. |

| Liverpool | 1–0 | Real Madrid |
| --------- | --- | ----------- |
|           |     |             |

| Parc des Princes, Párizs |

| 1980. május 28. |

| Nottingham Forest | 1–0 | Hamburger SV |
| ----------------- | --- | ------------ |
|                   |     |              |

| Santiago Bernabéu stadion, Madrid |

| 1979. május 30. |

| Nottingham Forest | 1–0 | Malmö FF |
| ----------------- | --- | -------- |
|                   |     |          |

| Olimpiai Stadion, München |

| 1978. május 10. |

| Liverpool | 1–0 | Club Brugge |
| --------- | --- | ----------- |
|           |     |             |

| Wembley Stadion, London |

| 1977. május 25. |

| Liverpool | 3–1 | B. Mönchengladbach |
| --------- | --- | ------------------ |
|           |     |                    |

| Olimpiai Stadion, Róma |

| 1976. május 12. |

| Bayern München | 1–0 | Saint-Étienne |
| -------------- | --- | ------------- |
|                |     |               |

| Hampden Park, Glasgow |

| 1975. május 28. |

| Bayern München | 2–0 | Leeds United |
| -------------- | --- | ------------ |
|                |     |              |

| Parc des Princes, Párizs |

| 1974. május 15. |

| Bayern München | 1–1 (h. u.) | Atlético Madrid |
| -------------- | ----------- | --------------- |
|                |             |                 |

| Heysel Stadion, Brüsszel |

| 1974. május 17. |

| Bayern München | 4–0 | Atlético Madrid |
| -------------- | --- | --------------- |
|                |     |                 |

| Heysel Stadion, Brüsszel |

| 1973. május 30. |

| Ajax | 1–0 | Juventus |
| ---- | --- | -------- |
|      |     |          |

| Crvena zvezda Stadion, Belgrád |

| 1972. május 31. |

| Ajax | 2–0 | Internazionale |
| ---- | --- | -------------- |
|      |     |                |

| Feijenoord Stadion, Rotterdam |

| 1971. június 2. |

| Ajax | 2– 0 | Panathinaikósz |
| ---- | ---- | -------------- |
|      |      |                |

| Wembley Stadion, London |

| 1970. május 6. |

| Feyenoord | 2–1 (h. u.) | Celtic FC |
| --------- | ----------- | --------- |
|           |             |           |

| San Siro, Milánó |

| 1969. május 28. |

| AC Milan | 4–1 | Ajax |
| -------- | --- | ---- |
|          |     |      |

| Santiago Bernabéu stadion, Madrid |

| 1968. május 29. |

| Manchester United | 4–1 (h. u.) | Benfica |
| ----------------- | ----------- | ------- |
|                   |             |         |

| Wembley Stadion, London |

| 1967. május 25. |

| Celtic | 2–1 | Internazionale |
| ------ | --- | -------------- |
|        |     |                |

| Estádio Nacional, Lisszabon |

| 1966. május 11. |

| Real Madrid | 2–1 | Partizan |
| ----------- | --- | -------- |
|             |     |          |

| Heysel Stadion, Brüsszel |

| 1965. május 27. |

| Internazionale | 1–0 | Benfica |
| -------------- | --- | ------- |
|                |     |         |

| San Siro, Milánó |

| 1964. május 27. |

| Internazionale | 3–1 | Real Madrid |
| -------------- | --- | ----------- |
|                |     |             |

| Práter stadion, Bécs |

| 1963. május 22. |

| AC Milan | 2–1 | Benfica |
| -------- | --- | ------- |
|          |     |         |

| Wembley Stadion, London |

| 1962. május 2. |

| Benfica | 5–3 | Real Madrid |
| ------- | --- | ----------- |
|         |     |             |

| Olimpiai Stadion, Amszterdam |

| 1961. május 31. |

| Benfica | 3–2 | Barcelona |
| ------- | --- | --------- |
|         |     |           |

| Wankdorf Stadion, Bern |

| 1960. május 18. |

| Real Madrid | 7–3 | Eintracht Frankfurt |
| ----------- | --- | ------------------- |
|             |     |                     |

| Hampden Park, Glasgow |

| 1959. június 3. |

| Real Madrid | 2–0 | Stade Reims |
| ----------- | --- | ----------- |
|             |     |             |

| Neckarstadion, Stuttgart |

| 1958. május 28. |

| Real Madrid | 3–2 (h. u.) | AC Milan |
| ----------- | ----------- | -------- |
|             |             |          |

| Heysel Stadion, Brüsszel |

| 1957. május 30. |

| Real Madrid | 2–0 | Fiorentina |
| ----------- | --- | ---------- |
|             |     |            |

| Santiago Bernabéu, Madrid |

| 1956. június 13. |

| Real Madrid | 4–3 | Stade Reims |
| ----------- | --- | ----------- |
|             |     |             |

| Parc des Princes, Párizs |